# Vleetvisserij
De vleetvisserij was een passieve vorm van zeevisserij, met name op haring. Hierbij werd gebruikgemaakt van zogenaamd staand want of staande netten. Een reeks van dergelijke met elkaar verbonden haringnetten vormde samen een vleet.

## De vleet
Vanuit het vissersschip — eerder de bomschuit en de buis, later de logger en de sloep — werd de vleet uitgezet die die als een soort afhangend gordijn in zee hing en een lengte had van enkele kilometers. Alhoewel de uitgangspunten van de vleetvisserij overeenkwamen — het vissen van haring met staand want — was de opbouw van de vleten van de Hollanders anders dan die van de Schotten. De Hollandse vleet was een zinkvleet, de Schotse vleet werd een drijfvleet genoemd.
De vleet werd in de late namiddag uitgezet - schieten genaamd - en 's nachts binnengehaald wat werd aangeduid als halen. De haring, door het zeewater trekkend in scholen, had zich in de loop van de uren vastgezwommen in de mazen van de netten. Ze bleef daarbij met de kieuwen haken achter het katoenen garen waarvan een haringnet was vervaardigd.
Een vleet telde aanvankelijk omstreeks 70 tot 100 en in latere jaren 100 tot 140 netten. De netten waren droog per stuk ongeveer 30 meter lang en 15 meter breed. In zee hangend waren deze afmetingen geringer. De bovenzijde van een vleet werd drijvend gehouden door zogeheten — tonvormige  houten — breels. Later werden deze vervangen door ballonvormige blazen die met lucht waren gevuld. De netten waren aan de onderzijde verzwaard.

## Schematische weergave
De onderstaande (Duitse) illustratie toont het beeld van een aan zijn vleet liggende logger. Deze illustratie behoeft echter een kleine correctie. De tekening toont bijna rechts een afbeelding van een drijflichaam dat het joon werd genoemd. Om vanaf het schip de ligging in zee van de vleet te kunnen overzien werd halverwege de vleet een, op een dobber lijkende, halve vleet-joon bevestigd, met daaraan één vlaggetje. Geheel aan het einde van een vleet trof men een zogenaamde uiterjoon aan. Die voerde twee vlaggetjes. De illustratie hier suggereert, met zijn twee vlaggetjes, een daar aanwezige uiterjoon. Maar die bevindt zich dan wel op een plaats waar een halve vleet-joon zou moeten worden afgebeeld.
Hollandse vleet
1. Water
2. Reep

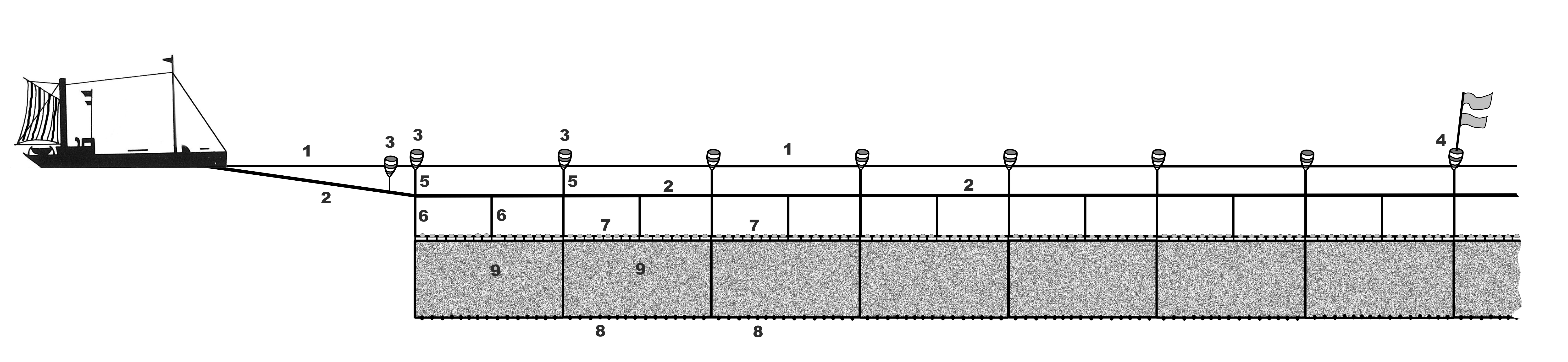

3. Breels, later vervangen door 'blazen'
4. Joon
5. Breeltouw, 6m
6. Seizing, 8m
7. Speerreep met kurken vloten en stalen
8. Zinkmateriaal, lood, onder de netten
9. Netten, elk 15×30m (In zee hangend waren de afmetingen geringer)

## Bemanning in rang en aantal
De logger telde circa 15 bemanningsleden (in Vlaardingen een meer dan elders), na de overgang naar motorloggers waarvoor een motordrijver of monteur nodig was. Vanaf de jaren 20 van de 20e eeuw vervingen deze loggers de loggers met zeil. 
Het was niet ongebruikelijk dat een reder, waar het ging om een fortuinlijke schipper, ook diens zoon liet opklimmen tot de eindrang van schipper. 
Onder de bemanning werd omstreeks 25% van de besomming opgedeeld; dit percentage wisselde echter nogal van tijd tot tijd en plek tot plek. Het bedrag werd als gage verstrekt en  (in zogenaamde achtsten) verdeeld onder de bemanning. Een voorbeeld van zo'n verdeling  over de bemanning is:
- schipper, 16/8 deel
- stuurman,  12/8 deel
- motordrijver of monteur,  10/8 deel
- matroos (6, inclusief matroos-kok), 8/8 deel
- jongmatroos, 7/8ste deel
- oudste (1 of 2), 6/8 deel
- jongste, 5/8 deel
- reepschieter, 4/8 deel
- afhouder, 3/8 deel

## Zondagsrust
Op de zondagen werd niet gevist: dit was naar Bijbelse opvattingen een rustdag. Die rustperiode werd al op zaterdagavond ingeluid door het bakken en eten van pannenkoeken. Dit bakken behoorde tot een der taken van een oudste. Wanneer het vaartuig in de wateren rond de Shetlandeilanden was voer het naar een baai waaraan de vissersplaats Lerwick was gelegen. Voor de Nederlandse vissers en hun gezinnen was de aanduiding 'de Baai' voldoende om te begrijpen waar het vissersschip zich bevond. Omdat de schepen afgemeerd aan de kade of voor anker in de baai lagen konden de vissers de wal op. Vanaf de voor anker liggende schepen werd voor de bemanning een roeiboot uitgezet om desgewenst naar de vaste wal te gaan, om inkopen te doen. In Lerwick werd voor de Nederlandse vissers op zondagen een kerkdienst gehouden. Aangezien vrijwel gelijktijdig ook het Hospitaal-kerkschip De Hoop in Lerwick afmeerde ging de aan boord van dit schip aanwezige predikant voor in zo'n kerkdienst. Vissers konden in het weekeinde ook nog de scheepsarts van 'De Hoop' raadplegen.

## Einde van de vleetvisserij
Aan het eind van de jaren zestig van de 20e eeuw maakte de (passieve) vleetvisserij op haring plaats voor de (actieve) trawlvisserij. Hierbij werd een groot sleepnet door het varende vissersschip voortgetrokken. Samen met de vleetvisserij kwam ook een einde aan het gebruik van de logger (en de sloep) als vissersvaartuig. Een voorbeeld van een historische met de vleet vissende haringlogger is de VL.92 Balder.

## Varia
- Haring is haring en vis al het andere is eeuwenlang een weinig begrepen slogan geweest.[1] Het ging niet om  een woordspeling of een biologisch standpunt. Het betrof de handel; men kende heel concreet de eeuwen door een (groot)handel in vis naast een (groot)handel in haring. Ergo: de ene handelaar was niet de ander. Dit onderscheid was gebaseerd op de volgende verschillen: 
  - het type schip dat visserij uitoefende: voor haring of voor enige andere vissoort
  - de wijze waarop het vaartuig viste: actief (varend) of passief (stilliggend)
  - het soort net: met sleepnetten of rechtstandig in zee hangend want, de vleet
  - de opslag aan boord: andere vis dan haring werd aan boord onbewerkt opgeslagen; haring werd eerst aan boord geconserveerd door kaken, pekelen en pakken in tonnen
  - de verkoop aan de wal: andere vis: veilen en meteen verkopen; haring: veilen waarna hernieuwde conservering door nieuwe pekel en opnieuw pakken in nieuwe tonnen waarna verkopen
  - de soort handelaar: van andere vis, gericht op allerhande vis; van haring, uitsluitend gericht haring
  - de consument: andere vis wordt meestal gekookt of gebakken; haring, door zouting geconserveerd, wordt "rauw" gegeten, vaak vlak voor consumptie schoongemaakt, vaak ook tot bokking verwerkt door deze te roken, waarna  de haring soms ook wordt gebakken.
- De uitdrukking "bij de vleet" verwijst naar iets dat in grote hoeveelheid, maar niet per se in hoge kwaliteit beschikbaar is. Bijvoorbeeld: "Zij heeft geld bij de vleet" of "Hij heeft vriendjes bij de vleet". De uitdrukking verwijst naar de haring die met de vleet in ongekende hoeveelheden gevangen kon worden.[2]